# A forráspont-emelkedés törvénye
A forráspont-emelkedés törvénye megfogalmazza, hogy az oldatnak a forráspontja mindig nagyobb, mint a tiszta oldószer forráspontja. A forráspont-emelkedés egyike az ún. kolligatív sajátságoknak, amelyek közös jellemzője, hogy a sajátság számszerű értéke független feloldott anyag minőségtől, azt és az oldószer minősége és a feloldott anyag  koncentrációja határozza meg.
Gyakorlati szempontból fontosak azok a folyékony elegyek, amelyekben az egyik komponens viszonylag nagy mennyiségben van jelen a másikhoz képest. Ezeket oldatoknak nevezzük és illékony oldószerből és nem illékony oldott anyag/ok/ból állnak. Oldószerként leggyakrabban a víz szerepel, de bármilyen tiszta anyag például szerves oldószer stb. szerepelhet oldószerként. Szokásos jelölés szerint A jelenti az oldószert B pedig az oldott anyagot. A továbbiakban kétkomponensű rendszerekről lesz szó, de a jelenség a több oldott komponenst tartalmazó rendszerek esetén is fellép.

## A híg oldat
Az oldódás során az oldódó részecskék oldószer-molekulákat kötnek meg maguk körül. A híg oldatok jellemzője, hogy az oldott részecskék (molekulák, ionok) – a közöttük lévő viszonylag nagy távolság miatt – gyakorlatilag nincsenek kölcsönhatásban és bőven marad szabad oldószer-molekula, amely nem tartozik a szolvatációs (vizes rendszerekben hidratációs) burokhoz. Ezért a híg oldatokban az oldószer viselkedése mindig ideális. Ennek következtében a sajátságai – intenzív fizikai mennyiségei – a tiszta állapotbeli értékből a móltörttel egyenesen arányosan számíthatók.

## A forráspont-emelkedés

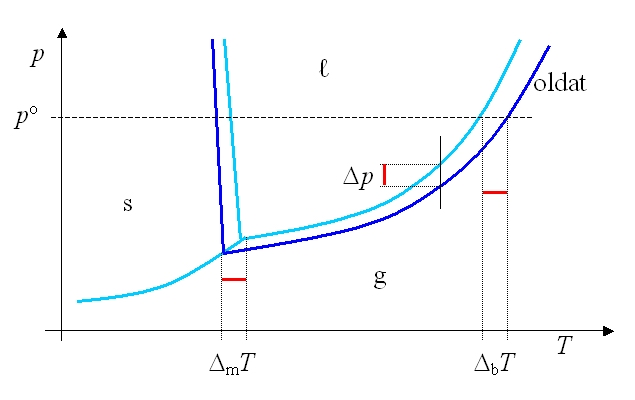
Kétkomponensű rendszer fázisdiagramja. Az oldat forráspontja mindig nagyobb, mint a tiszta oldószer forráspontja. Δ_{b}T – forráspont-emelkedés

Ideális elegyekben az elegy egyensúlyi gőztenziója a komponensek móltörtjeinek és a tiszta komponensek egyensúlyi gőztenzióinak szorzatösszege.
Amennyiben az egyik komponens gőztenziója nulla, akkor az adott komponens móltörtje arányában csökken az oldat egyensúlyi gőztenziója. A tenziócsökkenés vezet a forráspont-emelkedéshez, ahogy azt a mellékelt ábrán lehet követni.
Az oldat forráspontja a tenzió csökkenés miatt nagyobb, mint a tiszta oldószeré: a két hőmérséklet közötti különbség a forráspont-emelkedés (ΔbT).
A forráspont-emelkedés kiszámításához a tiszta folyadékok gőznyomásának hőmérséklet-függését leíró Clausius–Clapeyron-egyenletből indulunk ki, feltételezve, hogy a híg oldat párolgáshője – párolgási entalpia-változása – gyakorlatilag megegyezik a tiszta oldószer párolgáshőjével:
{\displaystyle {\frac {1}{p_{\mathrm {A} }^{*}}}{\frac {\mathrm {d} p_{\mathrm {A} }}{\mathrm {d} T}}={\frac {\Delta _{\mathrm {v} }H_{\mathrm {A} }}{RT^{2}}}}
Véges változásokra:
{\displaystyle {\frac {1}{p_{\mathrm {A} }^{*}}}{\frac {\Delta p_{\mathrm {A} }}{\Delta T}}={\frac {\Delta _{\mathrm {v} }H_{\mathrm {A} }}{RT^{2}}}}
illetve átrendezve:
{\displaystyle {\frac {p_{\mathrm {A} }^{*}}{\Delta p_{\mathrm {A} }}}={\frac {RT_{\mathrm {m} }^{2}}{\Delta _{\mathrm {v} }H_{\mathrm {A} }\Delta T}}}
kifejezést kapjuk.
Az egyenletekben az egyes fizikai mennyiségek jelentése és mértékegysége:
pA* a tiszta oldószer gőznyomása, Pa
ΔvHA az oldószer párolgáshője, J/mol
R az egyetemes gázállandó, J/mol·K
Tb az oldószer forráspontja, K
Δp gőznyomáscsökkenés a forrásponton, Pa
ΔT forráspont-emelkedés, K
Ha ezt behelyettesítjük a relatív gőznyomáscsökkenésre vonatkozó
{\displaystyle {\frac {\Delta p}{p_{\mathrm {A} }^{*}}}\cong {\frac {n_{\mathrm {B} }}{n_{\mathrm {A} }}}={\frac {M_{\mathrm {A} }m_{\mathrm {B} }}{M_{\mathrm {B} }m_{\mathrm {A} }}}\,}
Raoult-törvénybe, és kifejezzük a forráspont-emelkedést, az alábbi kifejezést kapjuk:
{\displaystyle \Delta _{\mathrm {v} }T={\frac {bM_{\mathrm {A} }}{a}}{\frac {RT_{\mathrm {b} }^{2}}{\Delta _{\mathrm {v} }H_{\mathrm {A} }M_{\mathrm {B} }}}\ .}
A kifejezésekben
nA az oldószer anyagmennyisége, mol
nB az oldott anyag anyagmennyisége, mol
MA az oldószer moláris tömege, g/mol
MB az oldott anyag moláris tömege, g/mol
a a kísérlethez használt oldószer tömege, g
b a kísérlethez használt oldott anyag tömege, g
Ha bevezetjük a fajlagos párolgáshő fogalmát ΔvhA = ΔvH/MA, valamint a Raoult-koncentrációt (mB), vagyis a molalitást, akkor az oldat forráspont-emelkedése:
{\displaystyle \Delta _{\mathrm {v} }T={\frac {b}{aM_{\mathrm {B} }}}{\frac {RT_{\mathrm {b} }^{2}}{\Delta _{\mathrm {v} }h_{\mathrm {A} }}}={\frac {RT_{\mathrm {b} }^{2}}{1000\Delta _{\mathrm {v} }h_{\mathrm {A} }}}m_{\mathrm {B} }\ .}
A kifejezésben a
{\displaystyle {\frac {RT_{\mathrm {b} }^{2}}{1000\Delta _{\mathrm {v} }h_{\mathrm {A} }}}=\Delta _{\mathrm {v} }T_{\mathrm {b} }}
csak konstansokat és az oldószer anyagi állandókat tartalmaz. Ezt az értéket molális forráspont-emelkedésnek (más néven ebullioszkópos állandónak) nevezzük.
Az összefüggésekben:
ΔvT a forráspont-emelkedés, K
ΔvHA az oldószer párolgáshője, J/mol
ΔvhA az oldószer fajlagos párolgáshője, J/g
mB az oldott anyag molalitása, mol/kg
ΔvTb a molális forráspont-emelkedés, K·kg/mol

## Néhány anyag molális forráspont-emelkedése
| Oldószer         | Forráspont, °C | Molális forráspont-emelkedés (K·kg)/mol |
| ---------------- | -------------- | --------------------------------------- |
| Víz              | 100            | 0,51                                    |
| Fenol            | 181,7          | 3,04                                    |
| Ecetsav          | 118,1          | 3,07                                    |
| Benzol           | 80,2           | 2,53                                    |
| Szén-diszulfid   | 46,2           | 2,37                                    |
| Szén-tetraklorid | 76,5           | 4,95                                    |
| Naftalin         | 218            | 5,8                                     |
| Dietil-éter      | 35,4           | 2,1                                     |
| Ón(IV)-klorid    | 114,1          | 9,45                                    |

## A forráspont-emelkedés gyakorlati jelentősége
Főleg régebben fontos kísérleti módszer volt a forráspont-emelkedés mérése ismeretlen anyagok moláris tömegének a meghatározására. A mérést ebullioszkópban végzik, a forráspont-emelkedést pedig nagy leolvasási pontosságú ún. Beckmann-hőmérő segítségével észlelik.